# «Із відкритого космосу» Джо Чанґа

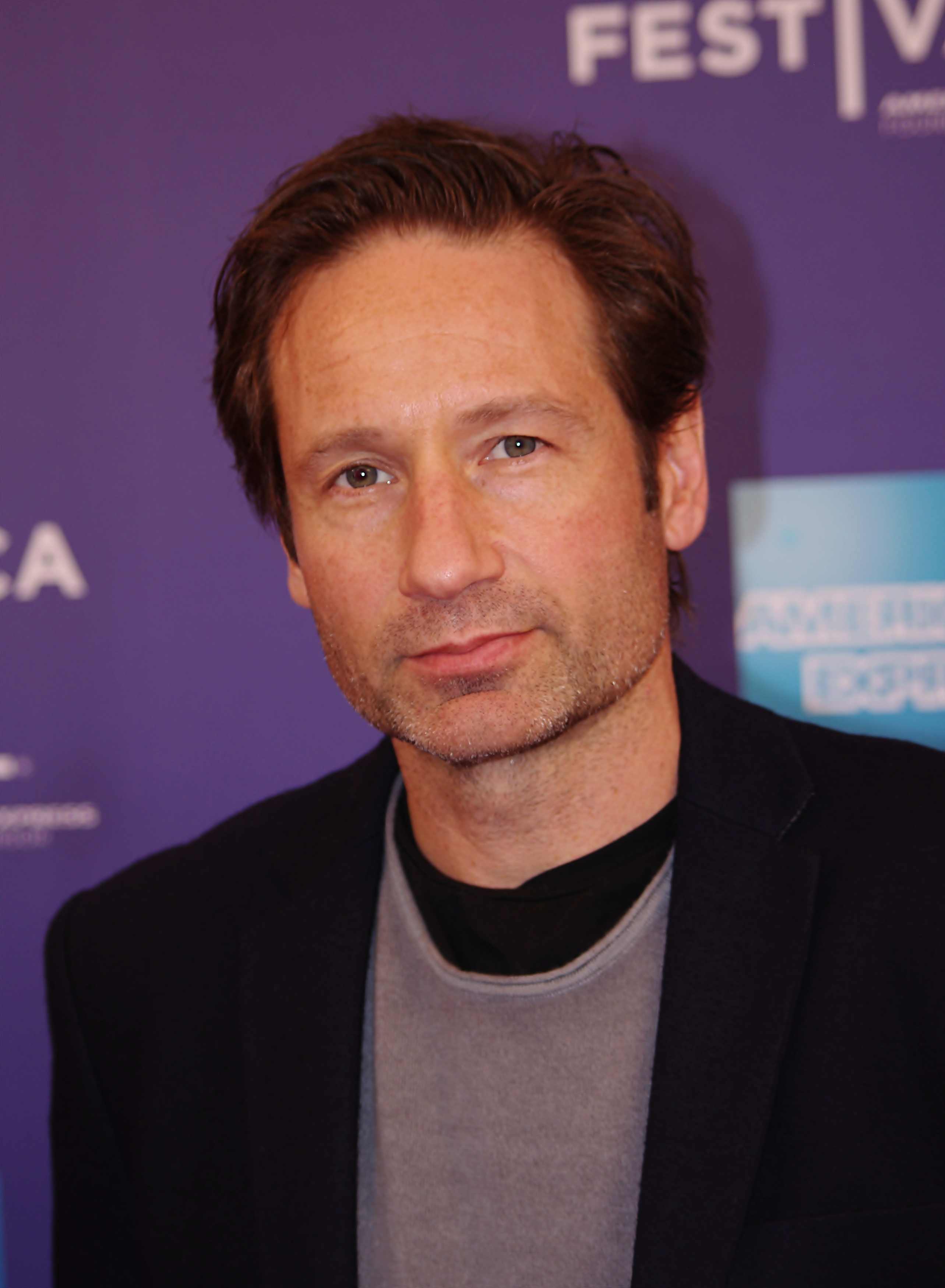

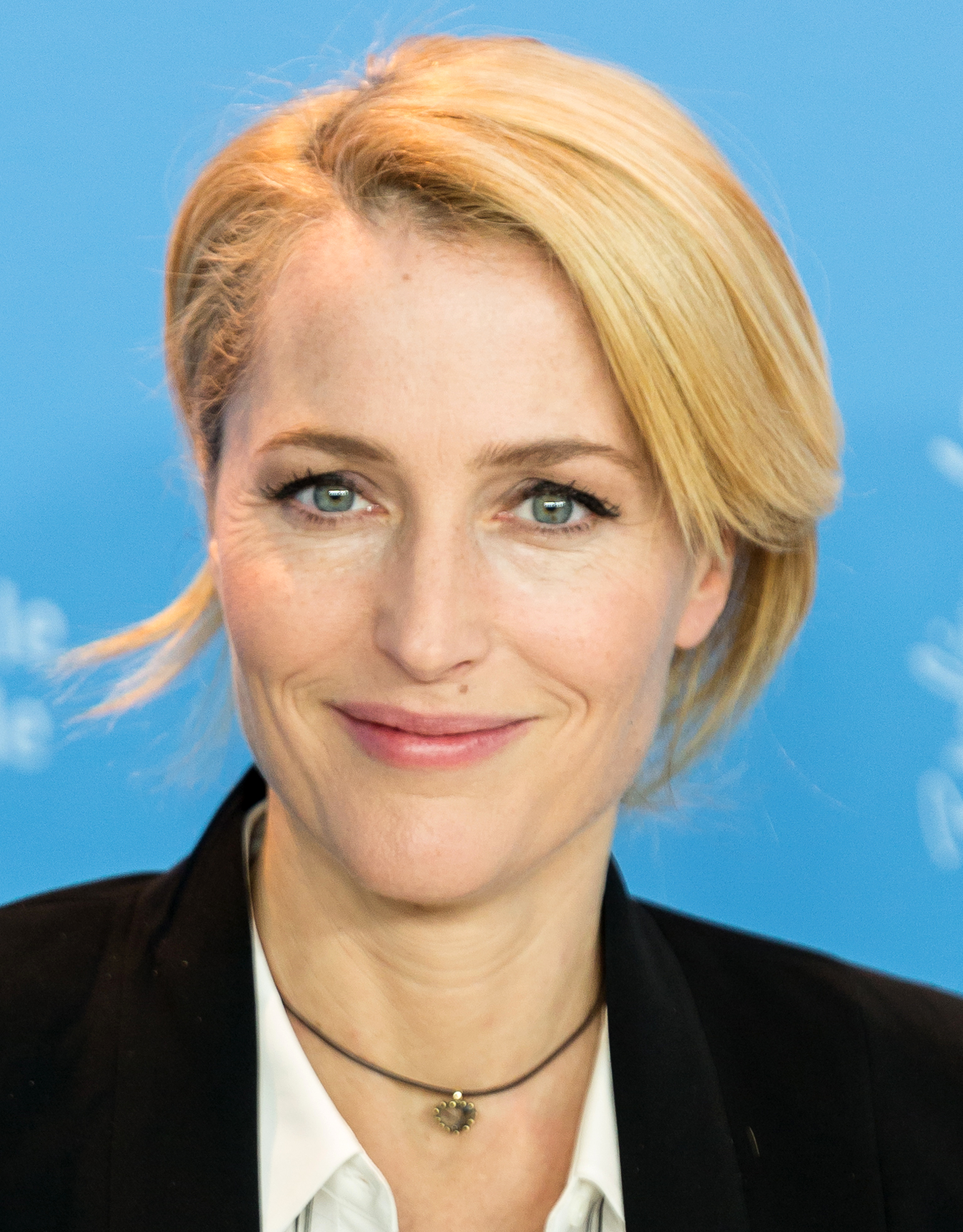

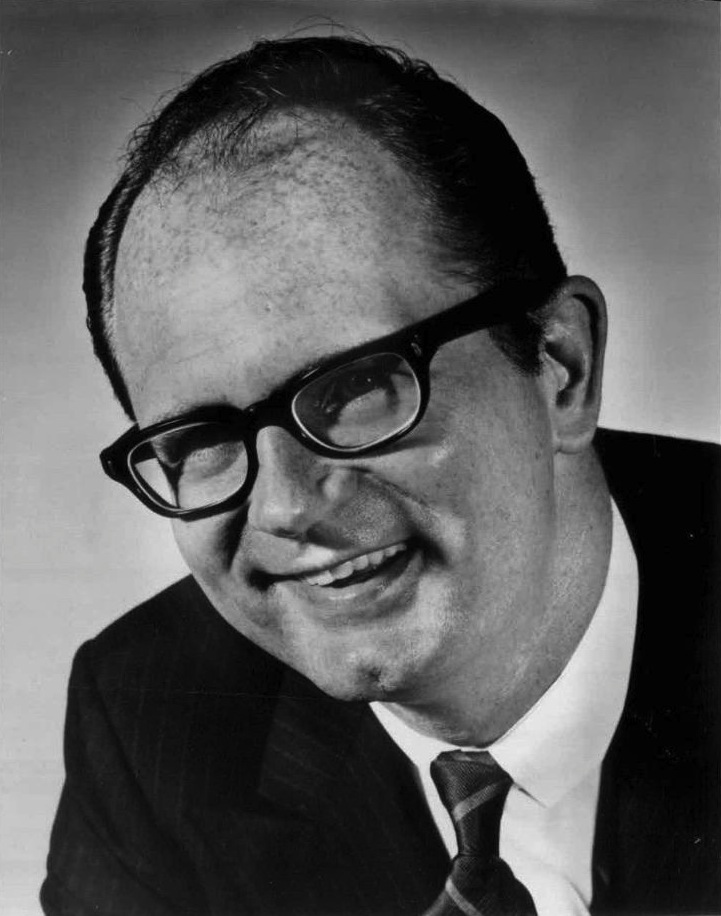

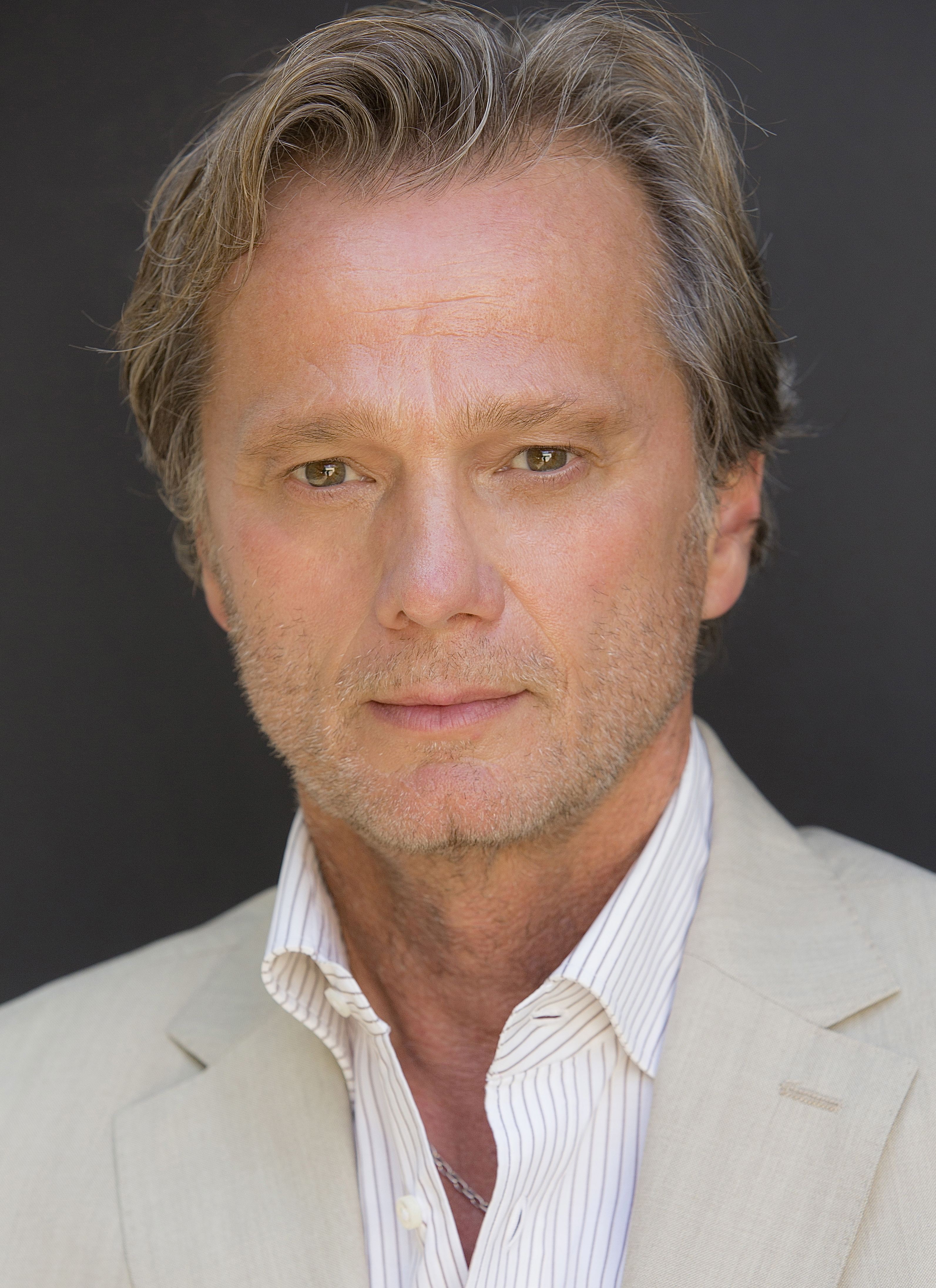

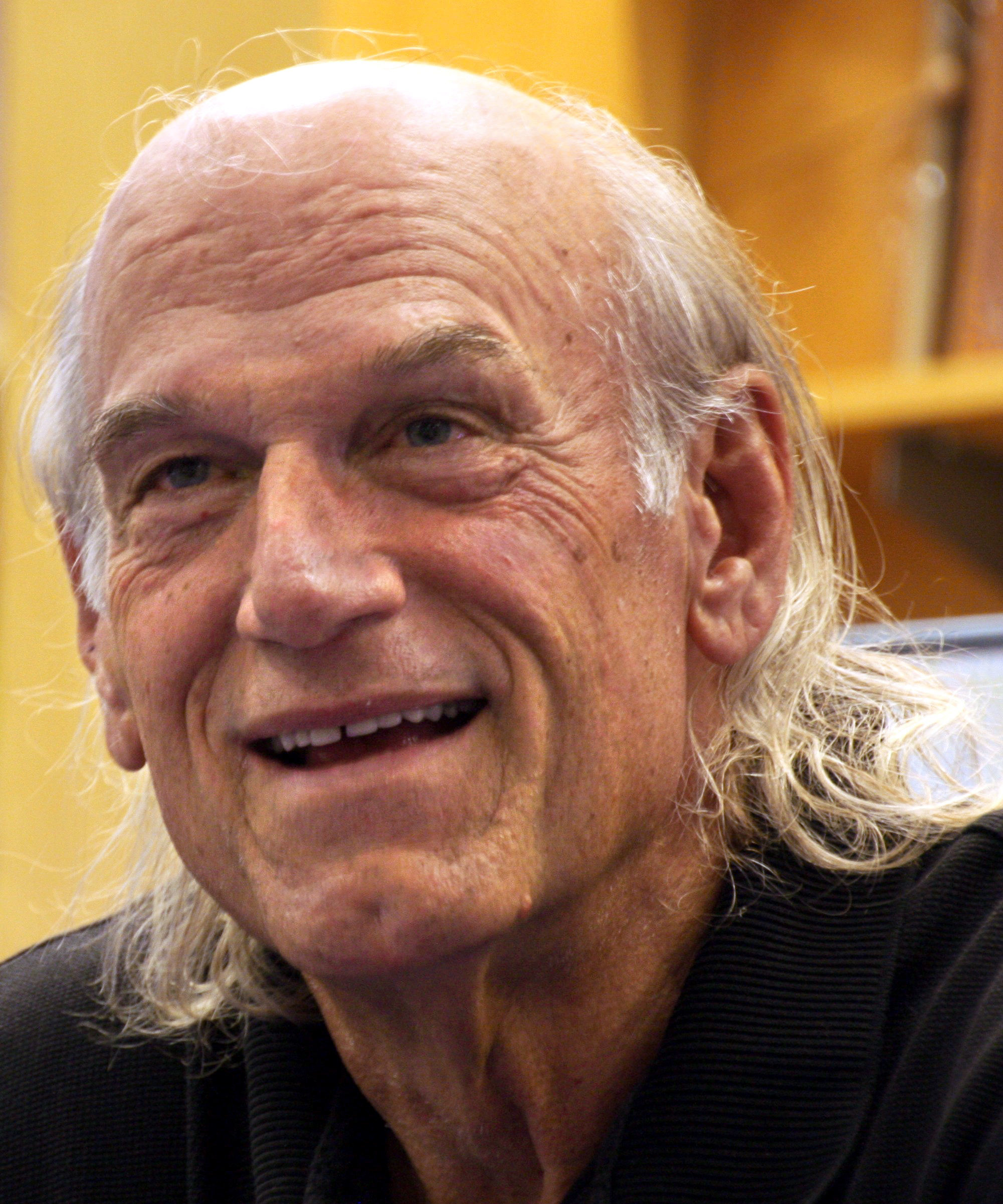

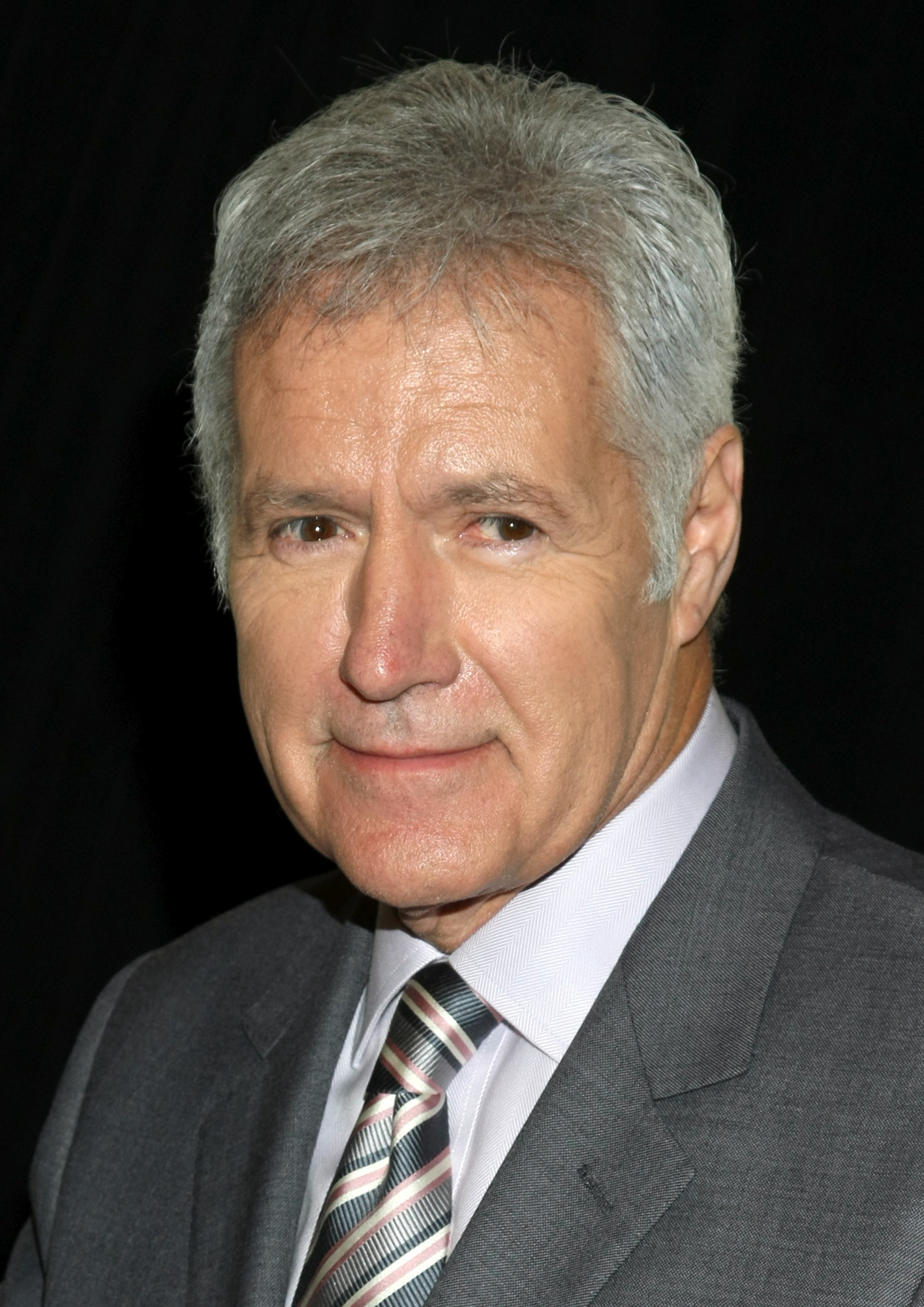

«„Із відкритого космосу“ Джо Чанґа» — двадцята серія третього сезону американського науково-фантастичного серіалу «Цілком таємно». Вперше була показана на телеканалі Фокс 12 квітня 1996 року. Сценарій до нього написав Дерін Морган, а режисером був Роб Боуман. Ця серія отримала рейтинг Нільсена в 10,5 бала і її подивились 16,08 млн осіб. Серія отримала дуже позитивні відгуки критиків.
Серіал розповідає про двох агентів ФБР Фокса Малдера (роль виконав Девід Духовни) та Дейну Скаллі (роль виконала Джилліан Андерсон), які розслідують паранормальні випадки, що називають «файли X». В цій серії агент Скаллі розповідає письменнику Джо Чанґу, який пише нову книгу «Із відкритого космосу», про її з Малдером розслідування викрадення іншопланетянами двох підлітків. Кожний очевидець розповідає власну версію одних і тих самих подій, яка відрізняється від версії інших. На відміну від багатьох інших серій Секретних матеріалів, ця частина подається у вигляді спогадів. В цій серії присутній гумор, заснований на різних точках зору та різних трактуваннях подій.

## Сюжет
Письменник Джо Чанґ приходить у кабінет до Малдера, але там знаходить тільки Скаллі. Він просить її розповісти про розслідування випадку викрадення іншопланетянами двох підлітків для його нової книги «Із відкритого космосу». Скаллі починає розповідати.
Двоє підлітків, дівчина та хлопець, поверталися вночі з побачення в окрузі Класс (вигаданий), штат Вашингтон. Раптом їхня машина зупинилась і вони побачили НЛО. Їх забрали двоє сірих іншопланетян. Але потім на цих двох іншопланетян напав третій іншої раси. Наступного ранку дівчину Кріссі знайшли з явними ознаками зґвалтування. Хлопця Гарольда, який був з нею на побаченні, заарештували. Він стверджував, що не скоював ніякого зґвалтування, і що їх викрали іншопланетяни. Місцевий детектив Меннерс не вірив Гарольду. Але агент Малдер вірив, і тому намагався знайти докази його версії. Агент Малдер провів для Кріссі сеанс гіпнозу, під час якого вона згадала, як була на космічному кораблі оточена іншопланетянами. Це збігалося з версією Гарольда. Також Гарольд казав, що поруч з ними був іншопланетянин, який курив цигарку та весь час повторював «це не може відбуватись». Малдер думав, що Кріссі та Герольда викрадали іншопланетяни, але Скаллі вважала, що вони мали секс з обопільної згоди і намагаються впоратися із його емоційними наслідками.
Згодом детектив повідомив агентам, що їм надійшов дзвінок від людини, яка нібито була свідком викрадення. Агенти поїхали до цієї людини. Цією людиною виявився електрик Рокі Крікенсон. Він детально записав усе, що бачив. Також він розповів про дивний візит до нього «людини в чорному». Він сказав, що «людина в чорному» (роль виконав Джессі Вентура) раптово заїхала до нього в гараж та почала переконувати Рокі, що він насправді бачив планету Венера, а також повідомила — якщо комусь розповість, то він покійник. В детальному описі події, який зробив Рокі, була описана поява третього іншопланетянина, не схожого на перших двох, який представився «Лорд Кінбот» та взяв Рокі з собою в центр Землі. Скаллі, розповідаючи версію подій Рокі, каже, що вважає його особою з надто розвиненою уявою. Малдер повірив йому та вирішив провести Кріссі ще один сеанс гіпнозу. Цього разу Кріссі згадала, що її схопили військові та загіпнотизували так, щоб вона думала, що її викрали іншопланетяни.
Чанґ розповідає, як він розпитував хлопця на прізвище Блейн, який часто ходить по лісу в окрузі Класс у пошуках НЛО. Він розповів, що знайшов тіло іншопланетянина. Через деякий час до тіла під'їхали агенти Малдер і Скаллі, та детектив Меннерс. Блейн подумав, що Малдер та Скаллі є «людьми в чорному». Агенти забрали тіло, Скаллі почала розтин. Блейну дозволили знімати розтин на відео. Він згодом випустив це відео як «документальне» під назвою «Померлий іншопланетянин! Правда чи обман?», яке озвучив Яппі (вперше з'явився в серії «Останній відпочинок Клайда Бракмана»). Під час розтину з'ясували, що тіло іншопланетянина — це насправді офіцер Військово-повітряних сил у костюмі іншопланетянина. Декілька військових прийшли, щоб забрати тіло, але воно зникло. Військові повідомили ім'я того, хто був другим іншопланетянином. Ним виявився лейтенант Джек Шейфер.
Скаллі розповідає, що Малдер повідомив їй: він згодом знайшов лейтенанта Шейфера, який ішов голим по автотрасі. Малдер знайшов йому одяг та привіз до їдальні, де той розповів, що він разом з померлим напарником був пілотом на секретному військовому літальному апараті, який нагадує НЛО, та що вони були одягнені в костюми іншопланетян. Шейфер думав, що підлітків та його з напарником викрали справжні іншопланетяни. Він також не був упевнений, чи те, що він бачить зараз — реальність, чи галюцинація. Через деякий час прийшли інші військові та забрали лейтенанта Шейфера. Перед тим, як піти разом з ними, він сказав Малдеру «я покійник». Хоча кухар з їдальні розповів Чанґу зовсім іншу історію. Він сказав, що в їдальню зайшов Малдер, і постійно питав його про іншопланетян, замовляючи дедалі нові й нові порції картопляного пирога.
Після їдальні Малдер повернувся в готель. Він побачив, що кімнату Скаллі обшукують «люди в чорному» (ролі виконали Джессі Вентура та Алекс Требек), а сама Скаллі загіпнотизована. Наступного ранку вона нічого не пам'ятала. Вранці їй подзвонив детектив Меннерс і повідомив, що знайшли уламки літального апарата та тіла двох пілотів.
Вже після розмови Скаллі з Чанґом до письменника приходить Малдер і просить його не публікувати роман, оскільки це може дискредитувати дослідження НЛО та виставити дослідників дурнями. Але Чанґ усе ж таки публікує цей роман. Згодом Скаллі сидить у своєму кабінеті й читає цей роман. Там також описано подальшу долю опитуваних Чанґом осіб: Рокі переїхав у Каліфорнію та заснував духовний культ, заснований на вченні Лорда Кінбота; Блейн замінив Рокі на посаді електрика та продовжує досліджувати НЛО; Кріссі подумала, що викрадення іншопланетянами було знаком зверху, та присвятила себе покращенню світу; Гарольд досі кохає її, але Кріссі не сприймає це всерйоз.

## Створення
Сценарист Дерін Морган мав начерки сценарію, які він написав під впливом його досліджень можливостей гіпнозу та книжки, в якій було написано, що уряд приховує існування НЛО. Ідея серії у вигляді розповіді прийшла йому в голову, коли Морган, будучи присутнім на кастингу, почув актора, який звучав дуже схоже на письменника Трумена Капоте.
Округ Класс був названий на честь НЛО-скептика Філіпа Класса, який часто використовував планету Венера для пояснення свідчень про НЛО. Таке саме пояснення використала «людина в чорному» в розмові з Рокі. Пілоти в костюмах іншопланетян були названі на честь інших скептиків, Роберта Шефера та Жака Валі. Сержант повітряних сил Гінек був названий на честь дослідника НЛО Джозефа Аллена Гінека. Персонаж Рокі Крікенсон названий на честь музиканта Рокі Еріксона, який стверджує, що його викрадали іншопланетяни. Відео розтину іншопланетянина було пародією реального відео розтину іншопланетянина, яке показували на телеканалі Фокс. Детектив Меннерс названий на честь режисера Кіма Меннерса. Сцена того, як лейтенант Шейфер робить піраміду з картопляного пюре, взята з фільму Близькі контакти третього ступеня. Також з цього фільму була взята і професія Рокі — електрик. Вступна сцена, де камера проходить під дном будки електрика, взята з фільму Зоряні війни. Епізод IV. Нова надія.
Ця серія є останньою, написаною Деріном Морганом. Він заявив, що не може встигати за шаленим темпом серіалу. Пізніше він напише серію зі схожою назвою «„Судова оборона“ Джо Чанґа» для серіалу Мілленіум.

## Знімались
| Актор                | Роль                     |
| -------------------- | ------------------------ |
| Девід Духовни        | Фокс Малдер              |
| Джилліан Андерсон    | Дейна Скаллі             |
| Чарльз Нельсон Рейлі | Джо Чанґ                 |
| Вільям Лукінг        | Рокі Крікенсон           |
| Деніел Квінн         | Роберт Шефер             |
| Алекс Дякун          | доктор Фінгерс           |
| Майкл Добсон         | сержант Гінек            |
| Джессі Вентура       | перший Чоловік в чорному |
| Алекс Требек         | другий Чоловік в чорному |
| Росс Дуглас          | військовик               |